# Pygaera
Pygaera é um gênero de traça pertencente à família Arctiidae.